# Carlos Álvarez Seidanes
Carlos Miguel Álvarez Seibanes (La Plata, 5 de maig de 1943) va ser un ciclista argentí que combinà el ciclisme en pista amb la carretera, on va guanyar una medalla de plata als Campionat del món de Persecució per equips de 1968. Va participar en els Jocs Olímpics de 1968 i 1972.

## Palmarès en ruta
- 1964
  - 1r a la Doble Bragado
- 1965
  - 1r a la Doble Bragado
- 1966
  -  Campió de l'Argentina en ruta
- 1967
  - Medalla d'or als Jocs Panamericans en contrarellotge per equips

## Palmarès en pista
- 1966
  -  Campió de l'Argentina en persecució
- 1970
  -  Campió de l'Argentina en persecució
- 1971
  -  Campió de l'Argentina en persecució
- 1972
  -  Campió de l'Argentina en persecució
- 1973
  -  Campió de l'Argentina en persecució
- 1975
  -  Campió de l'Argentina en persecució